# Thierry de La Perrière
Pour les articles homonymes, voir Famille Brac de La Perrière, Thierry Brac de La Perrière, Brac et La Perrière.
Cet article possède un paronyme, voir Thierry Brac de La Perrière.
Thierry de La Perrière, né le 1er janvier 1953, est un officier militaire et homme politique français, député européen de 1999 à 2004.

## Famille
Thierry Bruno Marc Marie Brac de La Perrière est le fils de Christian de La Perrière (4 septembre 1926 - 28 mai 2017), amiral, président du conseil d'administration du Musée national de la Marine (1986-1992) et maire de Luc-sur-Mer (1989-2001).

## Carrière

### Carrière militaire
Le 1er octobre 1990, Thierry de La Perrière est nommé lieutenant-colonel dans l'arme blindée et cavalerie (ABC) de l'armée de terre.

### Parcours politique
Thierry de La Perrière est élu député européen aux élections européennes de 1999, sur la liste du Rassemblement pour la France et l'Indépendance de l'Europe (RPFIE). Il siège de 1999 à 2001 dans le groupe Union pour l'Europe des nations (UEN), puis dans le groupe des non-inscrits (NI).
Il est secrétaire général du Mouvement pour la France de 1999 à 2003, lorsqu'il est remplacé par Guillaume Peltier.

## Œuvres
- L'Oublié : une vie de Saint-Joseph, éditions Amalthée, 2007 (ISBN 2-35027-747-X, « Chronique du 2 avril 2011 » [PDF] (version du 7 mars 2012 sur Internet Archive))
- Le Silence des cloches, 2011

## Pour approfondir